# VCL Scheduling Agent
VCL Scheduling Agent — VCL-компоненты, которые представляют собой программную оболочку для Microsoft Task Scheduler API.

## Описание
VCL-компоненты для Microsoft Task Scheduler API, которые позволяют разработчикам программного обеспечения создавать аналог планировщика задач в собственных приложениях на Delphi и C++ Builder, благодаря основнным компонентам TTaskScheduler, TTaskPropertiesDialog и ряду других сопутствующих классов.

## Возможности
- Перечислить все задачи на целевом компьютере.
- Запланировать задачу для запуска в определённое время или при возникновении определенного события.
- Изменение графика задачи (task.Modify) и других параметров, к примеру, изменение строки параметров, названия приложения, рабочего каталога и т. д.
- Создание новых и удаление существующих задач.
- Настройка параметров задачи.
- Компонент TTaskPropertiesDialog для вывода на экран диалогового окна для настройки параметров задачи.
- Запуск или остановка запланированного задания.
- Поддержка Windows Vista/7.